# Dieter W. Zygowski
Dieter W. Zygowski (* 9. Mai 1953; † 29. November 2002) war ein deutscher Höhlen- und Karstforscher und in der Funktion als bibliographischer Referent zur Karst- und Höhlenforschung für den gesamten deutschsprachigen Raum langjähriges Mitglied des Verbandes der deutschen Höhlen- und Karstforscher e.V. (VdHK).
Zygowski gab die erste umfassende und kommentierte „Bibliographie zur Karst- und Höhlenkunde in Westfalen“ mit 2.372 Titeln aus den Jahren 1571 bis 1987 heraus. Zudem publizierte er für den VdHK im Zeitraum 1980–1985 detaillierte Jahres-Bibliographien (mit je > 1.000 Titeln), die jeweils das gesamte deutschsprachige höhlenkundliche Schrifttum umfassen.
Seine höhlenkundlichen Sammlungen (Bücher, Graphik und Ansichtskarten - weltweit) werden an der Dechenhöhle (Iserlohn) verwaltet und bei einer künftigen Erweiterung des dortigen Deutschen Höhlenmuseums auf Wunsch des Stifters diesem eingegliedert.

## Veröffentlichungen

### Selbständige Veröffentlichungen
- Bibliographie zur Karst- und Höhlenkunde in Westfalen. Westfälisches Museum für Naturkunde (u. a.), Münster, 1989 (Abhandlungen aus dem Westfälischen Museum für Naturkunde, 50, Beiheft), ISBN 3-924590-17-6
- Die Aggertalhöhle in Ründeroth, Gemeinde Engelskirchen, Oberbergischer Kreis. Verkehrsamt der Gemeinde Engelskirchen, Engelskirchen, 1983, 45 S.

### Artikel und Beilagen
- Dieter W. Zygowski: Geschichte der Höhlenforschung in Westfalen. In: Speläologisches Jahrbuch. Nr. 18–21, 2006, S. 27 ff.
- Dieter W. Zygowski: Zur Erforschungsgeschichte der Höhlen des Lörmecketals bei Kallenhardt (Kreis Lippstadt). In: Heimatblätter (Lippstadt). Nr. 68, 1988, S. 153 ff.
- Dieter W. Zygowski: Die Höhlen im Kehlberg (Hönnetal bei Volkringhausen): Ein karsthydrologisches System en miniature. In: Dortmunder Beiträge zur Landeskunde. Nr. 21, 1987, S. 79 ff.
- Dieter W. Zygowski: Hydrologische Markierungsversuche in Westfalen: Ein historischer Überblick. In: Lothar Schöllmann (Hrsg.): Sporen und Phytoplankton aus den Raumländer Schichten. Landschaftsverband Westfalen-Lippe, Münster 1987, ISBN 3-924590-12-5, S. 39 ff.
- Dieter W. Zygowski: Das Kirschhollenloch in Attendorn (Süd-Sauerland) unter besonderer Berücksichtigung seiner pleistozänen Fauna. In: Karst und Höhle. Nr. 1982/83, 1983, S. 51 ff.
- Dieter W. Zygowski: Die Höhlen der Briloner Hochfläche (östliches Rheinisches Schiefergebirge). In: Karst und Höhle. Nr. 1982/83, 1983, S. 15 ff.
- Dieter W. Zygowski: Verzeichnis der Zeitschriften und Reihen in der Bibliothek des Verbandes der Deutschen Höhlen- und Karstforscher. In: Mitteilungen des Verbandes der Deutschen Höhlen- und Karstforscher e.V. Nr. 28. München 1982 (Beilage).
- Dieter W. Zygowski: Höhlenpläne des 18. und 19. Jahrhunderts aus dem Sauerland (Rheinisches Schiefergebirge). In: Die Höhle. Nr. 1, 1980, S. 11 ff.